# Charles Vane-Tempest-Stewart (7. markiz Londonderry)
Charles Stewart Henry Vane-Tempest-Stewart, 7. markiz Londonderry KG, MVO (ur. 13 maja 1878, zm. 10 lutego 1949 w Mount Stewart w hrabstwie Down w Irlandii Północnej) – arystokrata i polityk, działający zarówno w Wielkiej Brytanii i Irlandii, jedyny syn Charlesa Vane-Tempest-Stewarta, 6. markiza Londonderry, i lady Theresy Talbot, córki 19. hrabiego Shrewsbury. W latach 1884–1915 był tytułowany wicehrabią Castlereagh.

## Początki kariery politycznej
Wykształcenie odebrał w Eton College oraz w Royal Military Academy w Sandhurst. W 1906 r., pod wpływem rodziców, wystartował w wyborach do Izby Gmin z okręgu Maidstone. Wybory wygrał i przez następne 9 lat był członkiem niższej izby brytyjskiego parlamentu z ramienia Partii Konserwatywnej. W pracach parlamentarnych nie uczestniczył zbyt aktywnie, a w 1914 r. zaciągnął się do armii i walczył podczas I wojny światowej. W 1915 r. zmarł jego ojciec i Charles odziedziczył tytuł markiza Londonderry z prawem do zasiadania w Izbie Lordów.
Po wojnie Londonderry wszedł w skład administracji zamku dublińskiego jako doradca lorda namiestnika Irlandii. W 1919 r. wszedł w skład Rady Lotnictwa, zaś rok później został podsekretarzem stanu w Ministerstwie Lotnictwa. Rozczarowany tym Londonderry wrócił do swoich rodowych posiadłości w Irlandii Północnej i w czerwcu 1921 r. został członkiem pierwszego rządu północnoirlandzkiego na stanowisku przewodniczącego Senatu i ministra edukacji. Próbował zreformować szkolnictwo, ale jego Education Act z 1923 r. spotkał się z oporem zarówno ze strony protestantów jak i katolików, i nie został wprowadzony z życie.

## W gabinecie
W 1926 r. zrezygnował z miejsca w irlandzkim parlamencie i przyłączył się do strajku generalnego w tym samym roku. Przyjął tam rolę umiarkowanego właściciela kopalń, co przyszło mu o tyle łatwo, że jego kopalnie w County Durham pracowały bardzo wydajnie i były wzorem dla innych. Udział w strajku przysporzył mu popularności i zwiększył jego notowania na scenie politycznej. W 1928 r. premier Stanley Baldwin powierzył mu funkcję pierwszego komisarza ds. prac publicznych. Sprawował tę funkcję ponownie w 1931 r. w rządzie MacDonalda. Wiele osób twierdziło, iż Londonderry uzyskał to stanowisko, dzięki bardzo bliskim relacjom swojej żony, Edith, z MacDonaldem.
Niedługo później w tym samym roku został ministrem lotnictwa. Występował w imieniu Wielkiej Brytanii na konferencji rozbrojeniowej Ligi Narodów w Genewie, gdzie sprzeciwiał się nadmiernemu rozbrojeniu RAF-u, co jego zdaniem było sprzeczne z interesami brytyjskimi. Krytykowany przez Clementa Attleego i laburzystów, został w 1935 r. usunięty ze stanowiska ministra lotnictwa, ale pozostał w rządzie jako lord tajnej pieczęci i przewodniczący Izby Lordów.

## Ostatnie lata
Lord Londonderry był zwolennikiem przyjaźni Wielkiej Brytanii z hitlerowskimi Niemcami. Często spotykał się z wysoko postawionymi niemieckimi dygnitarzami. Był za to powszechnie krytykowany w kraju. Aby bronić się przed oskarżeniami opublikował w 1938 r. książkę Ourselves and Germany, w której wyjaśniał swoje stanowisko.
Jak sam twierdził odegrał tylko niewielką rolę w rezygnacji Neville’a Chamberlaina ze stanowiska premiera w 1940 r. Markiz nie doczekał się jednak uznania ze strony jego następcy i swojego kuzyna, Winstona Churchilla, i nie otrzymał żadnego stanowiska. W 1943 r. wydał krótkie wspomnienia pt. Wings of Destiny. Był ponadto kanclerzem uniwersytetów w Durham i Belfaście.

## Życie prywatne
28 listopada 1899 r. poślubił Edith Helen Chaplin (3 grudnia 1879 – 23 kwietnia 1959), córkę Henry’ego Chaplina, 1. wicehrabiego Chaplin, i Florence Leveson-Gower, córki 3. księcia Sutherland. Charles i Edith mieli razem syna i dwie córki:
- Maureen Helen Vane-Tempest-Stewart (6 grudnia 1900 – 20 czerwca 1942), żona pułkownika Olivera Stanleya, miała dzieci
- Edward Charles Stewart Robert Vane-Tempest-Stewart (18 listopada 1902 – 17 października 1955), 8. markiz Londonderry
- Mairi Elisabeth Vane-Tempest-Stewart (ur. 25 marca 1921), żona Dereka Keppela, wicehrabiego Bury, miała dzieci